# Biorepositorio
Un biorepositorio es un repositorio de materiales biológicos que recolecta, procesa, almacena y distribuye muestras biológicas para respaldar futuras investigaciones científicas.
Los biorrepositorios pueden contener o administrar especímenes de animales, incluidos seres humanos y muchos otros organismos vivos. Los vertebrados, invertebrados, artrópodos y otras formas de vida son solo algunas de las muchas clases de organismos vivos que se pueden estudiar conservando y almacenando las muestras tomadas.

## Propósito
El propósito de un biorepositorio es mantener muestras biológicas e información asociada para su uso futuro en la investigación. El biorrepositorio asegura la calidad y gestiona la accesibilidad y distribución / disposición de los bioespecímenes en su colección.

## Operaciones
Las cuatro operaciones principales de un biorepositorio son; (i) recolección (ii) procesamiento, (iii) almacenamiento o inventario y (iv) distribución de muestras biológicas.